# Andrea Gasbarroni
Andrea Gasbarroni (ur. 6 sierpnia 1981 w Turynie) – włoski piłkarz występujący najczęściej na pozycji ofensywnego pomocnika.

## Kariera klubowa
Andrea Gasbarroni piłkarską karierę rozpoczął w primaverze Juventusu. W 2001 został wypożyczony do Varese, w barwach którego wystąpił w 27 spotkaniach i zajął szóste miejsce w rozgrywkach Serie C1. Następnie Włoch został wypożyczony do Sampdorii, a później został zawodnikiem US Palermo. Z ekipą Sampdorii piłkarz awansował z Serie B do Serie A, a to samo osiągnięcie powtórzył z drużyną Palermo już w kolejnym sezonie. Dla Sampdorii Gasbarroni rozegrał łącznie 60 meczów i strzelił siedem goli, natomiast dla Palermo zanotował 48 występów i sześć trafień. Jako zawodnik „Dorii” Włoch zadebiutował w Pucharze UEFA.
Latem 2006 Gasbarroni za półtora miliona euro przeniósł się do Parmy. W pierwszym sezonie występów w zespole „Gialloblu” Włoch zagrał w 29 pojedynkach i strzelił w nich sześć goli, a kolejne rozgrywki także rozpoczął jako podstawowy zawodnik tej włoskiej drużyny.
Latem 2008 Gasbarroni odszedł do Genoi, w którym ligowy debiut zanotował 31 sierpnia w przegranym 0:1 spotkaniu z Catanią. W rundzie jesiennej sezonu 2008/2009 włoski piłkarz rozegrał jednak tylko dziesięć meczów, w tym sześć w wyjściowym składzie. W linii pomocy Genoi najczęściej grali Marco Rossi, Ivan Jurić, Thiago Motta oraz Omar Milanetto.
2 lutego 2009 na zasadzie współwłasności Gasbarroni został wypożyczony do Torino FC. Zanotował dla niego dziewięć ligowych występów i został w nich ukarany dwoma żółtymi kartkami. Dwa razy rozpoczynał mecze w podstawowym składzie i siedem razy wchodził z ławki rezerwowych. W kolejnym sezonie był już podstawowym graczem swojego klubu i zagrał w 35 meczach Serie B. Zawodnikiem Torino był do roku 2012. Następnie występował w drużynach Monza, Giana Erminio, Pinerolo oraz Bra.

## Kariera reprezentacyjna
Gasbarroni ma za sobą występy w młodzieżowych reprezentacjach Włoch. Najwięcej meczów rozegrał dla drużyny do lat 21, dla której w latach 2002–2004 zaliczył jedenaście występów i zdobył dwie bramki. W 2004 Gasbarroni wystąpił na Igrzyskach Olimpijskich w Atenach, na których Włosi zdobyli brązowy medal pokonując w spotkaniu o trzecie miejsce Irak.